# Звездел
Звездел (болг. Звездел) — село в Болгарии. Находится в Кырджалийской области, входит в общину Момчилград. Население составляет 497 человек.

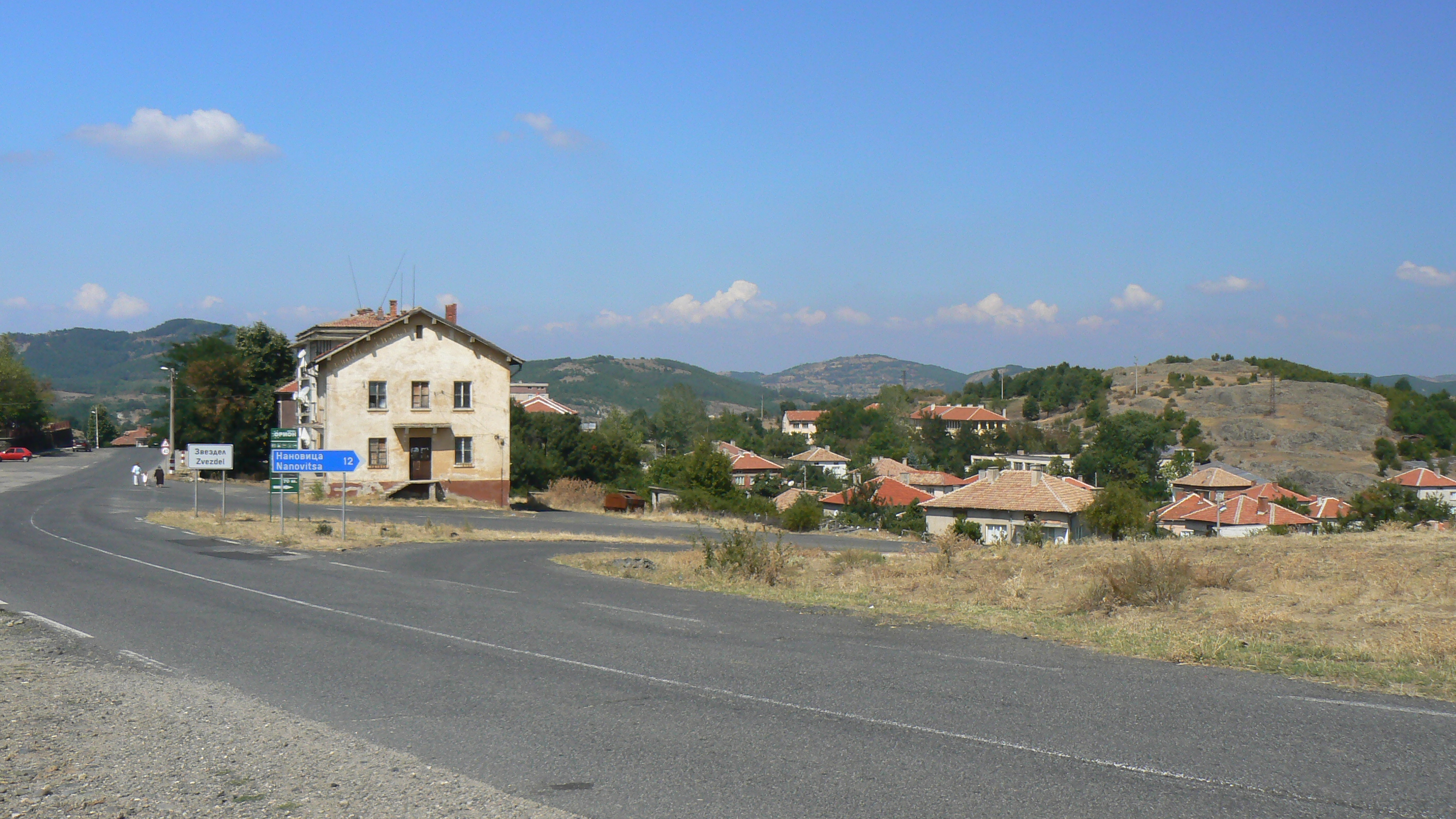

## Политическая ситуация
В местном кметстве Звездел, в состав которого входит Звездел, должность кмета (старосты) исполняет Мехмед Бекир Салиф (Движение за права и свободы (ДПС)) по результатам выборов.
Кмет (мэр) общины Момчилград — Ердинч Исмаил Хайрула (Движение за права и свободы (ДПС)) по результатам выборов.